# WWE Women's Championship (2023-heden)
Het WWE Women's Championship is een vrouwelijk professioneel worstelkampioenschap dat geproduceerd en eigendom is van de Amerikaanse worstelorganisatie WWE op hun SmackDown brand. Het is een van de top singles-kampioenschappen voor vrouwen onder de drie belangrijkste WWE merken, samen met het SmackDown Women's Championship op SmackDown en het NXT Women's Championship op NXT.

## Geschiedenis
Op 3 april 2016 verscheen WWE Hall of Famer Lita op de pre-show van het evenement WrestleMania 32. Lita blikte terug op de geschiedenis van het worstelen van vrouwen in de WWE en verklaarde dat vrouwelijke worstelaars in WWE niet meer worden beschouwd als "Diva", maar als "WWE Superstars". Daarnaast onthulde Lita een nieuwe titelriem, waarmee er een einde kwam aan het Divas Championship ten gunste van het nieuwe WWE Women's Championship. De inaugurele kampioen werd bekroond in een triple threat wedstrijd tussen Charlotte, Becky Lynch en Sasha Banks later de avond, oorspronkelijk voor het Divas Championship. De laatste Divas Champion Charlotte won de wedstrijd en bekwam inaugurele WWE Women's Champion.
Na de herintroductie van de merksplitsing in juli 2016, werd de toenmalige kampioen Charlotte verwezen naar de Raw brand, waardoor het kampioenschap exclusief voor Raw werd. Vervolgens werd het omgedoopt tot het Raw Women's Championship na het evenement SummerSlam in augustus 2016. Als reactie hierop, onthulde SmackDown het SmackDown Women's Championship. In 2019, bekwam NXT de derde grootste merk in WWE, toen het gelijknamige televisieprogramma verschoven werd naar het USA Network, waarmee het NXT Women's Championship de derde grote titel voor vrouwen werd in WWE.

## Huidige kampioen
| Huidige kampioen | Datum          | Vorige kampioen | Evenement |
| ---------------- | -------------- | --------------- | --------- |
| Tiffany Stratton | 3 januari 2025 | Nia Jax         | Smackdown |